# نباتات مدخلة جديدة

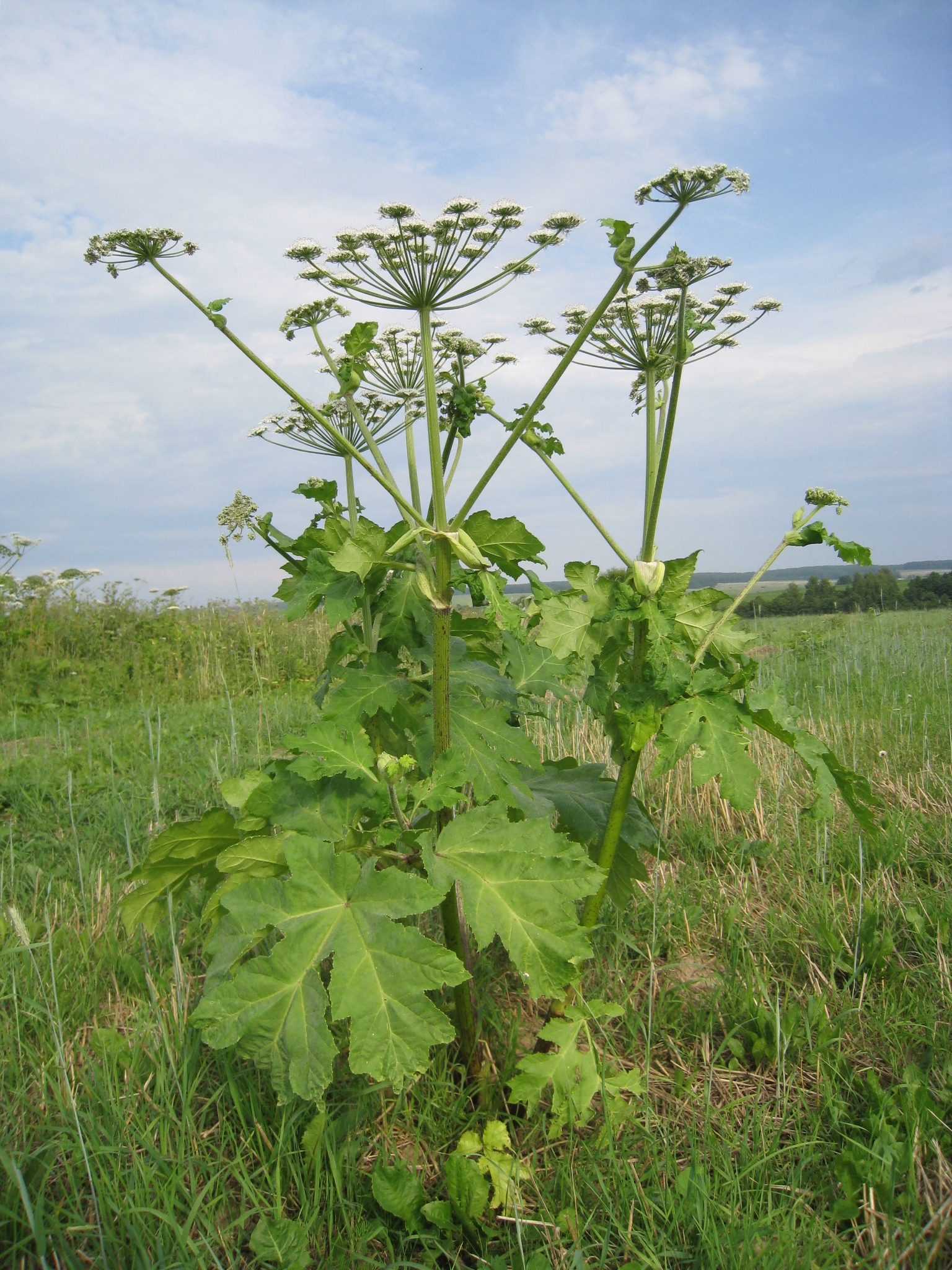

النباتات المدخلة الجديدة (بالإنجليزية: Neophyte)‏ في علم النبات، والتعريب الحرفي لها هو نيوفايت (نيو = جديد في اللغة الإغريقية، -فايت = نبات في اللغة الإغريقية)، تدل على مجموع من أنواع النباتات غير الأصلية في منطقة جغرافية ما وقد تم إدخالها في التاريخ الحديث في حين تسمى النباتات الواطنة الراسخة في تلك المنطقة بالنباتات القديمة. وفي بريطانيا تعتبر من النباتات القديمة كل الأنواع التي أُدخلت قبل عام 1492 عندما وصل كريستوفر كولومبوس إلى العالم الجديد وبدأ التبادل الكولومبي.